# Бостонский вазописец СА
Бостонский вазописец СА — анонимный древнегреческий аттический вазописец, который работал в краснофигурные технике. Его работы датированы периодом около 575 до 555 до н. э.
Условное название вазописца происходит от его именной вазы СА, которая хранится в Бостоне и изображает Кирку и Ахелой. Стилистически Бостонский вазописец СА близок к вазописцу С и Гейдельбергскому вазописцу. Используемые им цветочные орнаменты напоминают манеру вазописцев Группы Комастов.